# Caspueñas
Caspueñas est une commune d'Espagne de la province de Guadalajara située dans la communauté autonome de Castille-La Manche.